# 北海艦隊
北海艦隊（ほっかいかんたい、簡体字中国語: 北海舰队、英語: North Sea Fleet（NSF））あるいは、北部戦区海軍（ほくぶせんくかいぐん、簡体字中国語: 北部战区海军、英語: Northern Theater Command Navy）、は、中国人民解放軍海軍三大艦隊の一つ。

## 概要
1960年成立。艦隊司令部は青島にある、そのほかに葫芦島と旅順に基地を持つ。旗艦は旅洲級駆逐艦「瀋陽」。
中国の首都である北京も含む東北中国部の沿岸からソビエト連邦軍の上陸を防ぐという重要な役割を持つため、歴史的にフリゲートと駆逐艦の割り当てられる率が3大艦隊の中で最も高かった。しかしながら、東海艦隊と南海艦隊と違って一度も戦闘を経験していない。主な任務は連雲港より北の渤海と黄海の防衛。
原子力潜水艦を持つ中国唯一の艦隊でもあった。現在5隻の漢型原子力潜水艦と1隻の夏型原子力潜水艦が山東省青島の姜各荘海軍基地に駐留していた。かつて漢級原子力潜水艦領海侵犯事件を起こしたことがある。沖縄と佐世保の監視任務も受けている。
北海艦隊司令員（司令長官）は済南軍区副司令員を兼任する。

## 司令部
- 司令員：袁誉柏
- 政治委員：白文奇

### 歴代司令員
1. 劉昌毅（刘昌毅）
2. 馬忠全（马忠全）
3. 饒守坤（饶守坤）
4. 楊力（杨  力）
5. 蘇軍（苏军(陈仰贤)）
6. 馬辛春（马辛春）
7. 曲振侔（曲振侔）
8. 王継英（王继英）
9. 張定發（张定发）
10. 丁一平（丁一平）
11. 張展南（张展南）
12. 蘇士亮（苏士亮）
13. 田中（田中）
14. 邱延鵬（邱延鹏）
15. 袁誉柏（袁誉柏）

### 歴代政治委員
1. 丁秋生
2. 盧仁燦（卢仁灿）
3. 易耀彩
4. 郭炳坤
5. 康志強（康志强）
6. 李長如（李长如）
7. 李世田
8. 張海云（张海云）
9. 傅鴻基（傅鸿基）
10. 陳先鋒（陈先锋）
11. 鄔華揚（邬华扬）
12. 李光
13. 王登平
14. 白文奇

## 編成
- 海軍北海艦隊司令部 - 山東青島
- 海軍北海艦隊航空兵 - 山東青島
- 海軍潜艇第1基地 - 山東青島
- 海軍旅順保障基地
- 海軍青島保障基地

## 艦隊保有艦

### 航空母艦
001型航空母艦（001型）
- 遼寧 (16) - 2012年9月就役

### 駆逐艦
旅滬型駆逐艦（052型）
- 哈爾滨 (112)  - 1994年5月就役
- 青島(113) - 1996年3月就役

旅洲型駆逐艦（051C型）
- 瀋陽 (115) - 2006年10月就役
- 石家荘 (116) - 2007年3月就役

旅洋III型駆逐艦（052D型）
- 西寧 (117) - 2017年1月就役
- 烏魯木斉 (118) - 2018年1月就役
- 貴陽 (119) - 2019年2月就役
- 成都 (120) - 2019年11月就役
- 齊齊哈爾 (121) - 2020年8月就役
- 唐山 (122) - 2020年8月就役
- 淮南 (123) - 2021年1月就役
- 開封 (124) - 2021年4月就役

南昌級駆逐艦（055型）
- 南昌 (101) - 2020年1月就役
- 拉薩 (102) - 2021年3月就役
- 鞍山 (103) - 2021年11月就役

### フリゲート
江滬型フリゲート
江滬I型(053H1型)
- 丹東 (543) - 1985年5月就役

江凱型フリゲート
江凱II型(054A型)
- 煙台 (538) - 2011年6月就役
- 塩城 (546) - 2012年6月就役
- 臨沂 (547) - 2012年9月就役
- 濰坊 (550) - 2013年3月就役
- 大慶 (576) - 2015年1月就役
- 邯鄲 (579) - 2015年8月就役
- 蕪湖（539）- 2017年6月就役
- 日照（598）- 2018年1月就役
- 棗荘（542）- 2019年2月就役

### コルベット
056型コルベット
- 信陽（501）- 2015年3月就役
- 撫順（591）- 2014年7月就役
- 威海（590）- 2014年3月就役
- 営口（581）- 2013年8月就役
- 大同（580）- 2013年5月就役

### 攻撃型原子力潜水艦
漢型原子力潜水艦
- 長征3号 (403) - 1984年9月就役
- 長征4号 (404) - 1988年11月就役
- 長征5号 (405) - 1990年12月就役

商型原子力潜水艦
- 長征7号 (407) - 2006年12月就役

### 弾道ミサイル原子力潜水艦
夏型原子力潜水艦
- 長征6号 (406) - 1987年就役

晋型原子力潜水艦
- 長征11号 (411) - 2007年就役

### 通常動力型潜水艦
明型潜水艦
- 遠征42号 (342) - 1987年就役
- 遠征52号 (352) - 1988年就役
- 遠征53号 (353) - 1989年就役
- 遠征54号 (354) - 1990年就役
- 遠征56号 (356) - 1990年就役
- 遠征57号 (357) - 1992年就役
- 遠征58号 (358) - 1993年就役
- 遠征59号 (359) - 1994年就役
- 遠征60号 (360) - 1995年就役
- 遠征61号 (361) - 1995年就役
- 遠征62年 (362) - 1996年就役
- 遠征63号 (363) - 1996年就役

宋型潜水艦
- (不明)

武漢型潜水艦
- 遠征51号 (351) - 1986年就役

ゴルフ級潜水艦
- 長城200号 (200) - 1966年就役

### 潜水艦支援艦
大州(ダージョウ)型近海潜水艦救難艦(946型)
- 北救137号 - 1977年12月就役

大捞(ダーラン)型潜水艦救難艦(922-III型)
- 北救122号 - 1987年3月就役
- 北救138号 - 1980年代後期就役

大江(ダージャン)型潜水艦救難艦(925型)
- 長興島(861) - 1976年11月就役

大老(ダーラオ)型潜水艦救難艦(926型)
- 海洋島(864) - 2010年就役

### 戦車揚陸艦
玉亭型揚陸艦
玉亭I型(072II型)
- 雁蕩山 (908) - 1997年1月就役
- 九華山 (909) - 2000年4月就役
- 黄崗山 (910) - 2001年12月就役

玉亭II型(072III型)
- 天柱山 (911) - 2003年就役
- 大青山 (912) - 2004年就役

### 中型揚陸艦
玉海型揚陸艦
玉海型揚陸艦(074型)5隻
- 3111
- 3113
- 3115
- 3116
- 3117

玉北型揚陸艦
玉北型揚陸艦(074A型)
- 3128 - 2004年就役
- 3315 - 2004年就役

### 補給艦
福清(フーチン)型補給艦
- 洪澤湖(881) - 1979年就役